# Nordlandrose
Nordlandrose ist ein deutsches Stummfilm-Drama aus dem Jahre 1914 mit Henny Porten in der Titelrolle als eine Frau zwischen zwei Männern. Regie führte Curt A. Stark.

## Handlung
Irgendwo am Meer in Nordeuropa. Die Nordlandrose, das ist Helga. Sie steht zwischen zwei Männern. Da ist einmal der Fischer Gerhard, den sie liebt und der auch sie liebt. Aber da gibt es auch noch den Lotsen Rolf, und der will sie unbedingt heiraten. Als Gerhard um ihre Hand anhält weist sie ihn zurück. Da gerät eines Tages ein Mensch in Gefahr, und der Lotse könnte ihn retten. Es ist der Fischer. Doch Rolf ist nur dann dazu bereit, wenn die Nordlandrose ihn endlich erhört und einwilligt, seine Frau zu werden. Und so entscheidet sie sich denn, der höheren Bedeutung wegen, für Rolf und gegen ihre wahre Liebe Gerhard. 
Dieser sieht nun ein, dass er Helga an Rolf verloren hat, doch sie erkennt, dass auf dieser Entscheidung kein Segen liegt. Helga fleht Rolf an, sie von ihrem Versprechen zu entbinden, doch dazu ist dieser nicht bereit. Und so entscheidet sich die Frau kurz vor der anstehenden Hochzeit, mit ihrer einzigen Liebe Gerhard, der sich gerade fortbegeben will, durchzubrennen. Auf der Flucht an Bord eines Bootes scheinen sie endlich sicher, doch erst auf hoher See erkennt das Liebespaar, wer der Schiffsführer ist: Rolf ! Es kommt zum Zwist, der Lotse verliert die Kontrolle und kracht mit dem Boot auf einen Felsen. Dabei kommt er ums Leben, und Helga ist endlich frei für ihren Gerhard.

## Produktionsnotizen
Nordlandrose, in zeitgenössischen Quellen (1914) bisweilen auch unter Nordlandsrose geführt, entstand im Messter-Filmatelier in Berlins Blücherstraße 32. Die Außenaufnahmen wurden in Norwegen angefertigt. Der Film passierte im Juni 1914 die Filmzensur und erlebte seine Uraufführung am 25. Dezember 1914. Der Film war drei Akte lang und maß in seiner neu zensurierten Fassung von 1921 lediglich 764 Meter. 
Porten und Stark waren zu dieser Zeit ein Ehepaar. Laut unbestätigten Quellen soll in diesem Film der skandinavische Schauspielstar Olaf Fönss ebenfalls einen Auftritt absolviert haben.

## Kritik
„Henny Porten spielt in ihrer Serie das Drama „Nordlandsrose“, eine sehr spannende Schiffergeschichte. Photographisch ist der Rahmen des Filmspieles wie immer in der Messterfabrikation vorzüglich gewählt. Die Meeresumgebung zeitigt allein schon wundervolle Stimmung. (…) Henny Porten steht über ihrer Aufgabe; die Genialität dieser Schauspielerin erdrückt die Gestalt dieser Nordlandsrose. Aber ihre Tragik weiß zu packen und zu fesseln... (…) Diese Gestalt wirkt tragisch groß und unser Mitleid für die Arme wächst in das schmerzvoll Niederschmetternde, weil trotz allen Unheil doch die gute Absicht des Weibes heraussticht. (…) Das Zusammenspiel Henny Portens mit den Herren Stark und Felix ist glänzend abgerundet und stilvoll.“